# Кьоприс-Вісконе
Кьоприс-Вісконе (італ. Chiopris-Viscone) — муніципалітет в Італії, у регіоні Фріулі-Венеція-Джулія,  провінція Удіне.
Кьоприс-Вісконе розташований на відстані близько 460 км на північ від Рима, 50 км на північний захід від Трієста, 19 км на південний схід від Удіне.
Населення — 649 осіб (2014).

## Демографія
Населення за роками:

Станом на 1 січня 2023 року в муніципалітеті офіційно проживав 31 іноземець з 13 країн, серед них 7 громадян країн Євросоюзу.

## Сусідні муніципалітети
- Кормонс
- Медеа
- Сан-Джованні-аль-Натізоне
- Сан-Віто-аль-Торре
- Тривіньяно-Удінезе